# Leskovec nad Moravicí
Leskovec nad Moravicí (in tedesco Spachendorf) è un comune della Repubblica Ceca facente parte del distretto di Bruntál, nella regione della Moravia-Slesia.